# Nuoto ai campionati mondiali di nuoto 2024 - 200 metri rana maschili
La gara degli 200 metri rana maschili dei campionati mondiali di nuoto 2024 si è svolta il 15 e 16 febbraio 2024 presso l'Aspire Dome di Doha.

## Podio
| Pos.    | Atleta         | Nazione     |
| ------- | -------------- | ----------- |
| Oro     | Dong Zhihao    | Cina        |
| Argento | Caspar Corbeau | Paesi Bassi |
| Bronzo  | Nic Fink       | Stati Uniti |

## Record
Prima della manifestazione il record del mondo (RM) e il record dei campionati (RC) erano i seguenti.
|  | 2'05"48 | Qin Haiyang | 28 luglio 2023 Fukuoka |
|  | 2'05"48 | Qin Haiyang | 28 luglio 2023 Fukuoka |

Durante la competizione non sono stati migliorati record.

## Programma
| Data             | Ora (UTC+3) | Turno      |
| ---------------- | ----------- | ---------- |
| 15 febbraio 2024 | 10:28       | Batterie   |
| 15 febbraio 2024 | 19:43       | Semifinali |
| 16 febbraio 2024 | 20:08       | Finale     |

## Risultati

### Batterie
| Pos. | Batteria | Corsia | Atleta             | Nazionalità   | Tempo   | Note |
| ---- | -------- | ------ | ------------------ | ------------- | ------- | ---- |
| 1    | 2        | 3      | Matti Mattsson     | Finlandia     | 2'09"15 | Q    |
| 2    | 4        | 2      | Lyubomir Epitropov | Bulgaria      | 2'10"57 | Q    |
| 3    | 3        | 3      | Ikuru Hiroshima    | Giappone      | 2'10"73 | Q    |
| 4    | 4        | 4      | Caspar Corbeau     | Paesi Bassi   | 2'10"85 | Q    |
| 5    | 2        | 5      | Erik Persson       | Svezia        | 2'10"94 | Q    |
| 6    | 3        | 5      | Nic Fink           | Stati Uniti   | 2'11"00 | Q    |
| 7    | 3        | 4      | Dong Zhihao        | Cina          | 2'11"13 | Q    |
| 8    | 4        | 5      | Arno Kamminga      | Paesi Bassi   | 2'11"22 | Q    |
| 9    | 2        | 4      | Jake Foster        | Stati Uniti   | 2'11"27 | Q    |
| 10   | 3        | 2      | Maksym Ovchinnikov | Ucraina       | 2'11"55 | Q    |
| 11   | 2        | 2      | Adam Chillingworth | Hong Kong     | 2'11"98 | Q    |
| 12   | 3        | 6      | Denis Petrashov    | Kirghizistan  | 2'12"23 | Q    |
| 13   | 4        | 6      | James Dergousoff   | Canada        | 2'12"34 | Q    |
| 14   | 2        | 7      | Lee Sang-hoon      | Corea del Sud | 2'12"43 | Q    |
| 15   | 4        | 3      | Miguel de Lara     | Messico       | 2'12"50 | Q    |
| 16   | 2        | 6      | Carles Coll Martí  | Spagna        | 2'12"72 | Q    |
| 17   | 4        | 1      | Eoin Corby         | Irlanda       | 2'13"10 |      |
| 18   | 3        | 1      | Vojtěch Netrh      | Rep. Ceca     | 2'13"83 |      |
| 19   | 4        | 7      | Andrius Šidlauskas | Lituania      | 2'14"28 |      |
| 20   | 4        | 8      | Xavier Ruiz        | Porto Rico    | 2'14"71 |      |
| 21   | 3        | 8      | Daniils Bobrovs    | Lettonia      | 2'15"25 |      |
| 22   | 2        | 8      | Matthew Randle     | Sudafrica     | 2'16"10 |      |
| 23   | 3        | 0      | Denis Svet         | Template:FMDA | 2'16"98 |      |
| 24   | 4        | 0      | Vicente Villanueva | Cile          | 2'17"45 |      |
| 25   | 3        | 7      | Phạm Thanh Bảo     | Vietnam       | 2'18"58 |      |
| 26   | 2        | 0      | Liam Davis         | Zimbabwe      | 2'18"89 |      |
| 27   | 4        | 9      | Giacomo Casadei    | San Marino    | 2'19"60 |      |
| 28   | 1        | 6      | Abobakr Abass      | Sudan         | 2'20"80 |      |
| 29   | 1        | 5      | Saud Ghali         | Bahrein       | 2'21"94 |      |
| 30   | 2        | 9      | Jacob Story        | Isole Cook    | 2'22"66 |      |
| 31   | 2        | 1      | Jorge Murillo      | Colombia      | 2'22"90 |      |
| 32   | 1        | 4      | Luis Weekes        | Barbados      | 2'32"02 |      |
| 33   | 3        | 9      | Jonathan Chung     | Mauritius     | 2'26"00 |      |
| 34   | 1        | 3      | Caio Lobo          | Mozambico     | 2'29"27 |      |

### Semifinali
| Pos. | Batteria | Corsia | Atleta             | Nazionalità   | Tempo   | Note |
| ---- | -------- | ------ | ------------------ | ------------- | ------- | ---- |
| 1    | 2        | 2      | Jake Foster        | Stati Uniti   | 2'08"78 | Q    |
| 2    | 2        | 6      | Dong Zhihao        | Cina          | 2'09"16 | Q    |
| 3    | 1        | 5      | Caspar Corbeau     | Paesi Bassi   | 2'09"34 | Q    |
| 4    | 2        | 4      | Matti Mattsson     | Finlandia     | 2'09"43 | Q    |
| 4    | 2        | 5      | Ikuru Hiroshima    | Giappone      | 2'09"43 | Q    |
| 6    | 1        | 3      | Nic Fink           | Stati Uniti   | 2'09"87 | Q    |
| 7    | 2        | 3      | Erik Persson       | Svezia        | 2'10"04 | Q    |
| 8    | 1        | 6      | Arno Kamminga      | Paesi Bassi   | 2'10"30 | Q    |
| 9    | 1        | 8      | Carles Coll Martí  | Spagna        | 2'10"77 |      |
| 10   | 1        | 7      | Denis Petrashov    | Kirghizistan  | 2'10"81 |      |
| 11   | 1        | 4      | Lyubomir Epitropov | Bulgaria      | 2'10"89 |      |
| 12   | 1        | 2      | Maksym Ovchinnikov | Ucraina       | 2'11"82 |      |
| 13   | 1        | 1      | Lee Sang-hoon      | Corea del Sud | 2'11"87 |      |
| 14   | 2        | 7      | Adam Chillingworth | Hong Kong     | 2'12"14 |      |
| 15   | 2        | 8      | Miguel de Lara     | Messico       | 2'12"58 |      |
| 16   | 2        | 1      | James Dergousoff   | Canada        | 2'12"59 |      |

### Finale
| Pos. | Corsia | Atleta          | Nazionalità | Tempo   | Note |
| ---- | ------ | --------------- | ----------- | ------- | ---- |
|      | 5      | Dong Zhihao     | Cina        | 2'07"94 |      |
|      | 3      | Caspar Corbeau  | Paesi Bassi | 2'08"24 |      |
|      | 7      | Nic Fink        | Stati Uniti | 2'08"85 |      |
| 4    | 4      | Jake Foster     | Stati Uniti | 2'09"31 |      |
| 5    | 2      | Ikuru Hiroshima | Giappone    | 2'09"37 |      |
| 6    | 6      | Matti Mattsson  | Finlandia   | 2'09"80 |      |
| 7    | 8      | Arno Kamminga   | Paesi Bassi | 2'10"06 |      |
| 8    | 1      | Erik Persson    | Svezia      | 2'10"21 |      |